# Anax junius
Anax junius är en trollsländeart som först beskrevs av Dru Drury 1773.  Anax junius ingår i släktet Anax och familjen mosaiktrollsländor. IUCN kategoriserar arten globalt som livskraftig. Inga underarter finns listade i Catalogue of Life.

## Bildgalleri

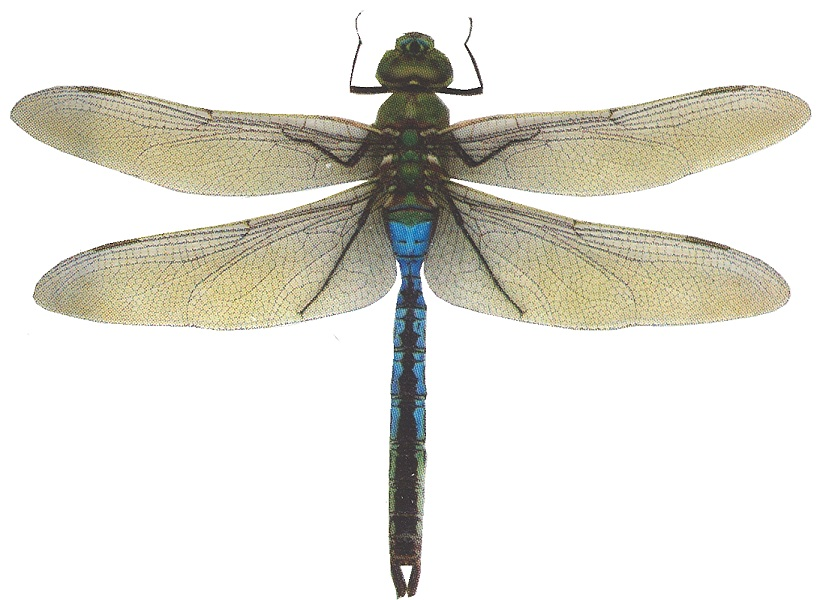
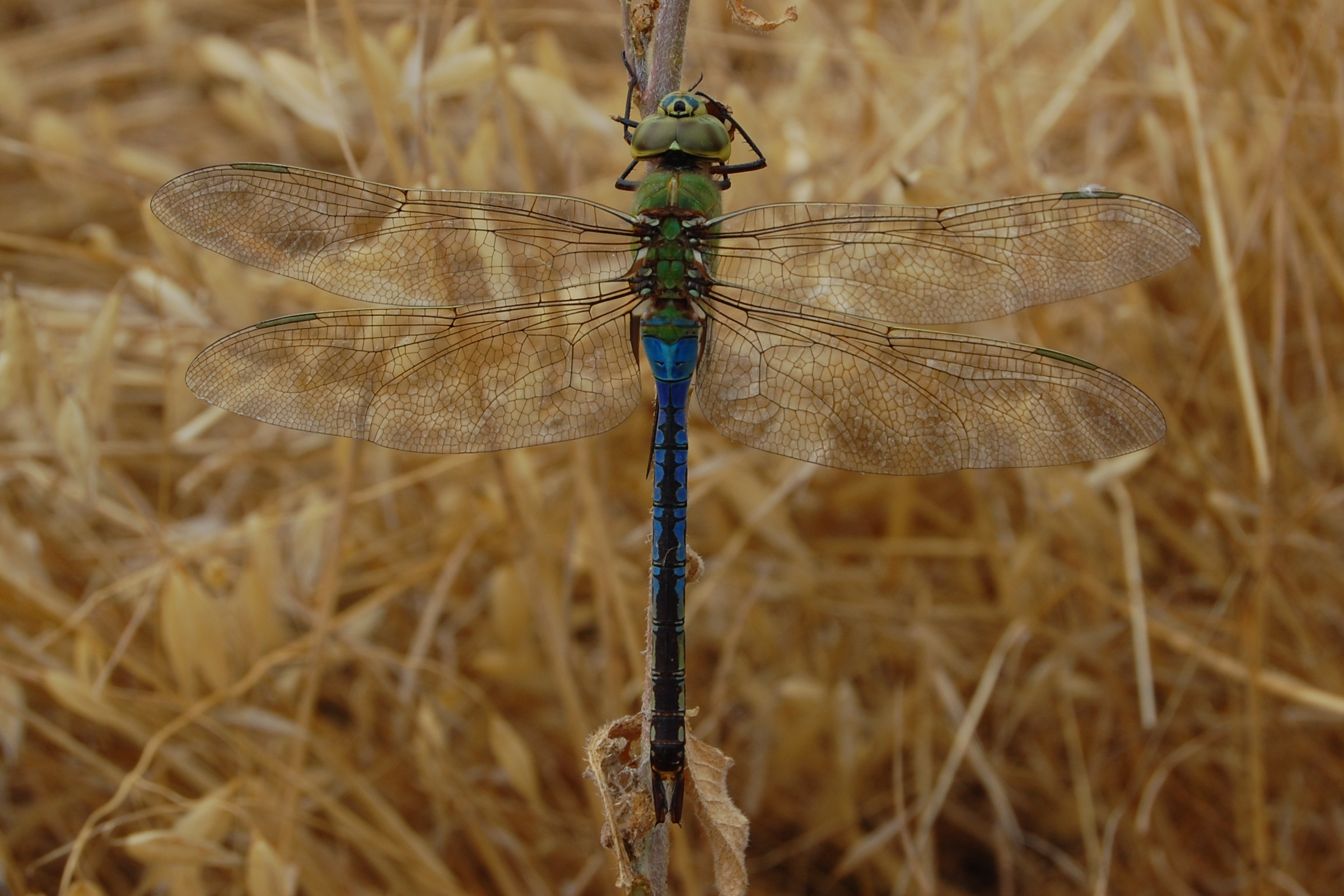
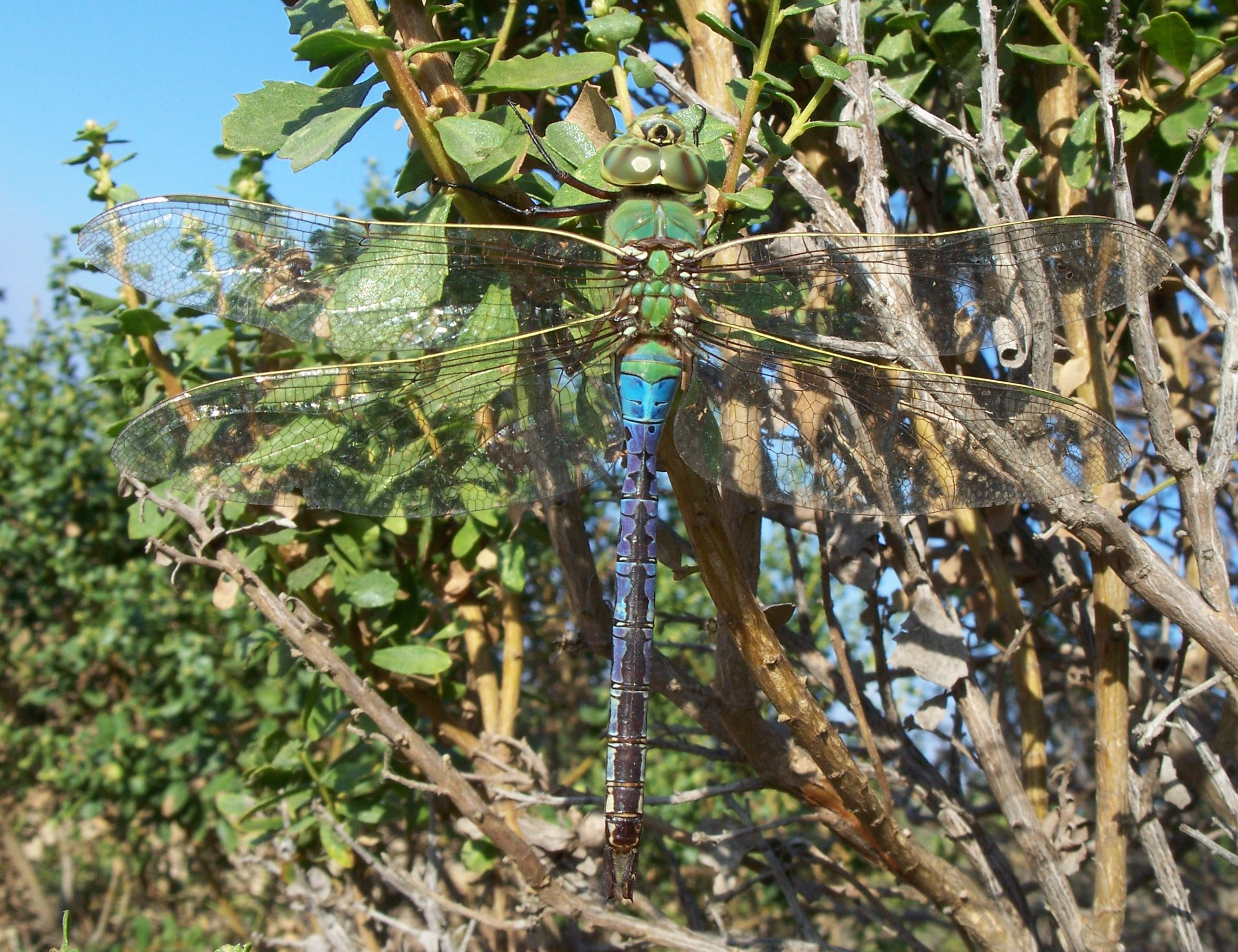
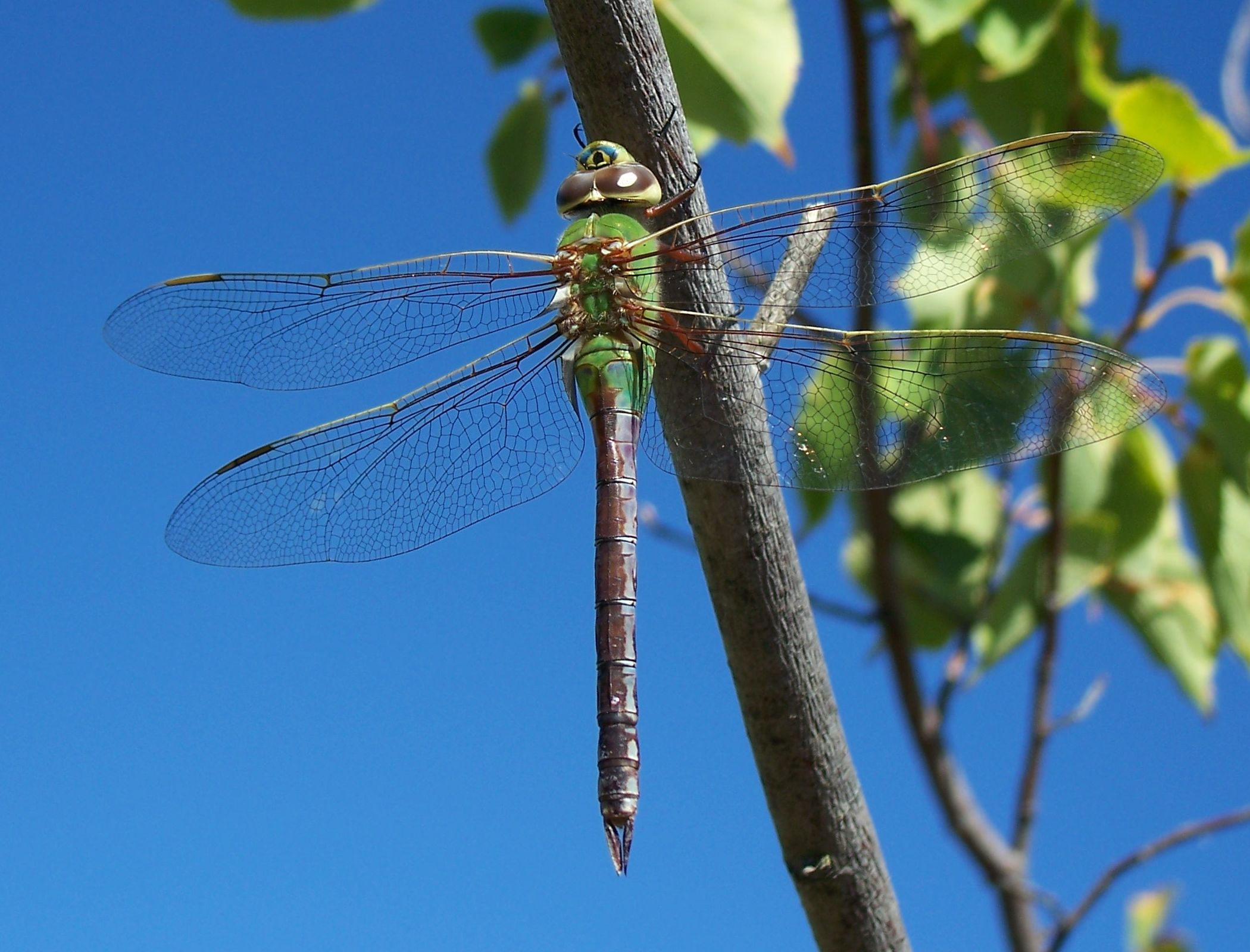
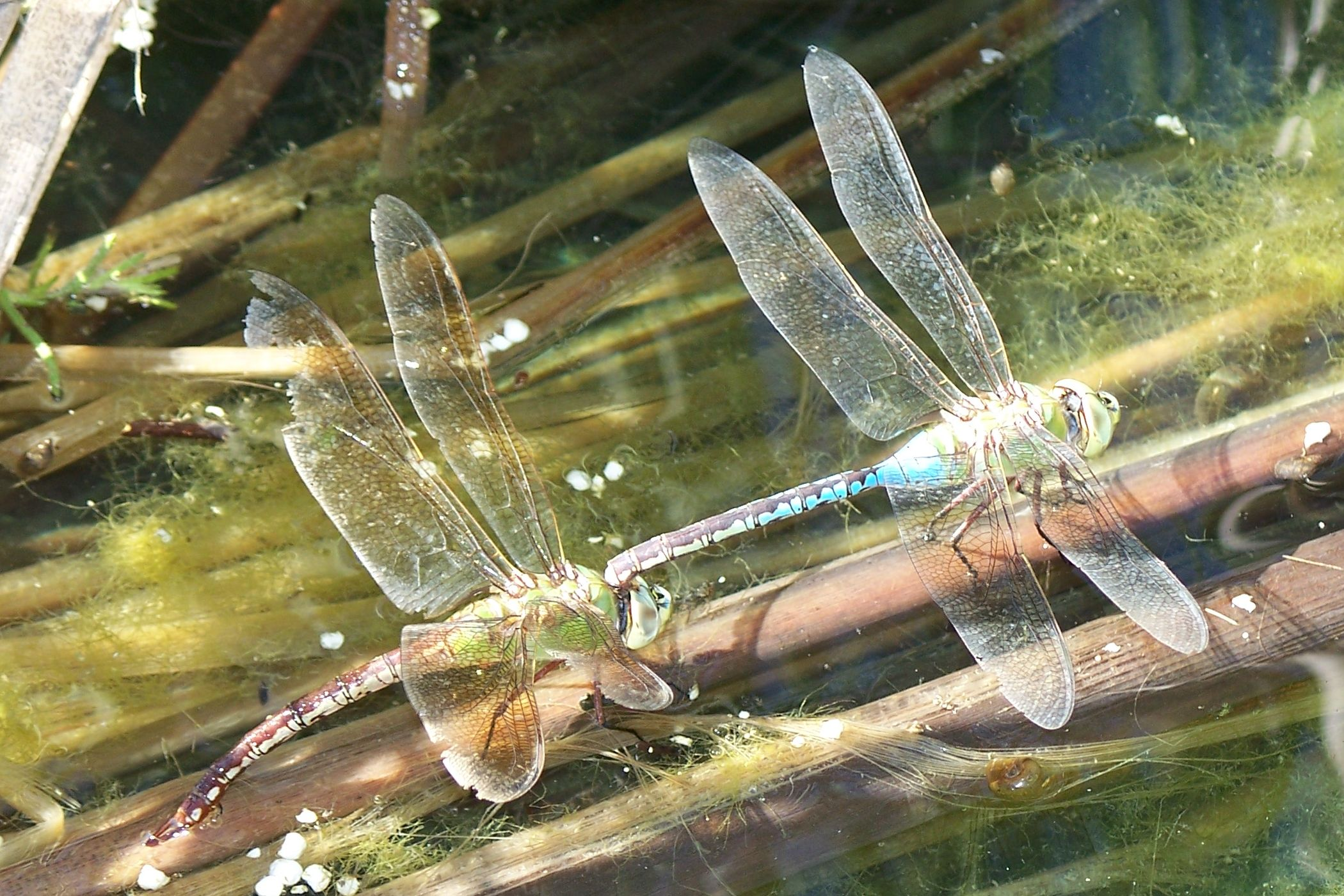
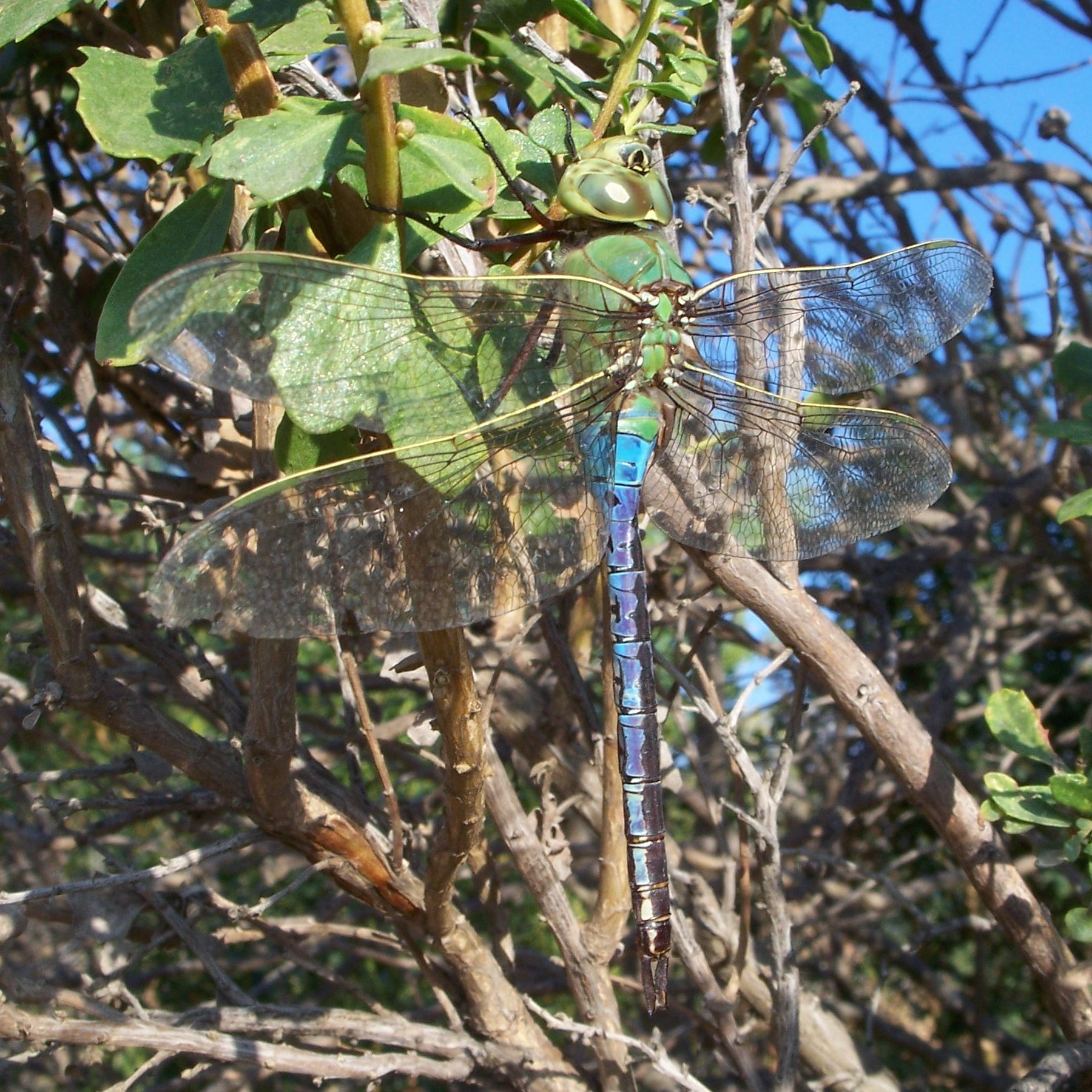